# Pedro Paixão
Pedro José de Carvalho Paixão (Lisboa, 7 de Fevereiro de 1956) é um escritor e fotógrafo português.

## Biografia
Filho dum engenheiro agrónomo, originário da Beira Alta, e duma farmacêutica natural de Pawtucket, Rhode Island, embora luso-descendente, Pedro Paixão estudou no Liceu Francês Charles Lepierre e no Liceu Normal de Pedro Nunes, após o que foi estudar Economia no Instituto Superior de Economia da Universidade Técnica de Lisboa. Ao fim de três anos optaria pela Filosofia, partindo para a Bélgica, onde se licenciou (1983) pela Universidade Católica de Lovaina. Depois, estudou 4 anos na Universidade de Heidelberg, na Alemanha. Regressou a Lovaina onde se doutorou (1986). A sua tese de doutoramento versou o conceito de vida.
Ainda nos tempos de estudante foi membro da JEC e de uma organização política clandestina, que estaria na base do MES; mas abandonou aquela estrutura ainda em 1974.
Leccionou na Faculdade de Ciências Humanas da Universidade Católica Portuguesa e na Faculdade de Ciências Sociais e Humanas da Universidade Nova de Lisboa. Quando deixou a vida académica, em 2004, era professor auxiliar nesta última Faculdade, leccionando as disciplinas de Filosofia Contemporânea e Estudos Aprofundados de Fenomenologia.
Em 1988, com Miguel Esteves Cardoso, fundou a empresa de publicidade Massa Cinzenta, de que foi sócio-gerente, até 1995. Também, por volta de 1987-88, ao lado de Miguel Esteves Cardoso e Paulo Portas, ajudou a fundar o jornal O Independente, integrando o seu Conselho de Direcção nos primeiros sete números. Durante muitos anos colaborou na imprensa, ocasionalmente com Público e, mensalmente na já extinta revista Playboy.
Estreou-se na literatura com A Noiva Judia, em 1992. Tem publicados ao todo vinte e seis livros livros, dois álbuns de fotografia, duas peças de teatro e um texto para ópera, além de ter escrito também guiões para filmes. A temática do amor, quase sempre frustrado ou à beira da frustração, ocupa uma grande parte do universo ficcional do autor. A mulher, nas suas diversas manifestações (musa, demónio, aparição, sonho e tentação) aparece na vida dos seus personagens para logo desaparecer, permanentemente ou não. Segue-se a busca, a procura dessas personagens, ora etéreas, ora matérias. O paradoxo entre Filosofia e religião é constante.
Pedro Paixão afirma nunca ter recebido qualquer prémio ou ter sido convidado para representar o seu país «onde quer que fosse». Não é membro de qualquer associação, clube, partido ou igreja. Afirma também nunca ter votado. É casado pela quarta vez, sendo pai de um filho, e vive em Santo António do Estoril. Sofre de doença bipolar desde os 19 anos.

## Lista de publicações
- A Noiva Judia (1992)
- Vida de Adulto (1992)
- Boa Noite (1993)
- Histórias Verdadeiras (1994)
- Viver Todos os Dias Cansa (1995)
- Muito, meu amor (1996)
- Nos Teus Braços Morreríamos (1998)
- Amor Portátil (1999)
- Barely Legal (com fotos - 1999)
- Saudades de Nova York (2000)
- 47 W 17 (com fotos- 2000) [2]
- Do Mal o Menos (2000) – 8 livros reunidos
- A cidade depois (2001)
- PortoKioto (2001) - Cotovia
- 11 dias em Jerusalém (2002) - Cotovia
- Girls in Bikini (2002) - Oficina do Livro
- Cala a Minha Boca Com a Tua (2002) - Cotovia [3]
- Quase Gosto da Vida Que Tenho (2004) - Quetzal ISBN 972-564-605-3
- Ladrão de Fogo (2005) - PrimeBooks ISBN 972-88-20-54-2
- Os Corações Também se Gastam(2005) - PrimeBooks ISBN 972-8820-73-9[4]
- Asfixia (2006) - Quetzal ISBN 972-564-674-6
- O Mundo É Tudo o que Acontece (2008) - Quetzal
- A rapariga errada (2011);
- Espécie de amor (2014);
- O céu na boca (2014);
- Anti-Darwin: ensaios sobre os Limites da Modernidade (2015);
- Lembra-me de Mim (2017);
- Uma Seta no Coração do Mundo (2020).